# خومارت يرهان
خومارت يرهان مواليد 10 يونيو 1993 في شيمكنت، هو ملاكم محترف كازاخستاني.